# Haesselia roraimensis
Haesselia roraimensis är en bladmossart som beskrevs av Grolle et Gradst.. Haesselia roraimensis ingår i släktet Haesselia och familjen Cephaloziaceae. IUCN kategoriserar arten globalt som sårbar. Inga underarter finns listade i Catalogue of Life.